# Siemens Modular Metro
Siemens modular metro — платформа для виготовлення електропоїздів для використання в метрополітенах, створена компаніями Siemens та Porsche. Компанія не пропонувала стандартного поїзда, але широкий вибір стандартизованих комплектуючих дозволяв компонувати поїзди під індивідуальні потреби метрополітенів. 
«Siemens» відповідала за технічну складову, а «Porsche design», за умовами контракту, забезпечував розробку дизайну зовнішнього вигляду. 
Концепт отримав власне ім'я «MoMo».

## Історія
Концепт був у 1996—1998 у стадії розробки. 
Керівник проекту – Dr Michael Paula.

Першими поїздами, створеними на новій платформі самостійно Siemens стали потяги для метрополітенів Відня та Пуерто-Рико. 

«Siemens» виграла контракт на організацію метрополітену в Пуерто-Рико, запропонувавши рухомий склад на платформі «Modular Metro». 
В 1998 році почалося виробництво на заводі в Сокраменто, Каліфорнія, США. 
В експлуатацію поїзди було запущено значно пізніше.
Надалі платформа «Modular metro» отримала розвиток у вигляді платформи Siemens Inspiro.

### Реалізованні проекти
| Місце використання       | Лінія метро          | Початок експлуатації | Кількість складів | Усього вагонів   | Довжина складу, м | Ширина вагона, м | Швидкість, макс., км/год | сидячих місць у складі | Загальна місткість, чол. | Тип струмо знімання | Рід струму та напруга |
| ------------------------ | -------------------- | -------------------- | ----------------- | ---------------- | ----------------- | ---------------- | ------------------------ | ---------------------- | ------------------------ | ------------------- | --------------------- |
| Метрополітен Гуанчжоу    | 1                    | 1997                 | 4M2Tx21           | 168              | 139,98            | 3,0              | 80                       | 336                    | 1860                     | пантограф           | DC 1500V              |
| BTS Skytrain             |                      | 1999                 | 2M1Tx35           | 105 (140 с 2010) | 65,1              | 3,2              | 80                       | 126                    | 846                      | контактна рейка     | DC 750V               |
| Тайпей MRT               | Bannan               | 1999                 | 2M1Tx2x36         | 216              | 141,0             | 3,2              | 80                       | 396                    | 1914                     | контактна рейка     | DC 750V               |
| U-bahn, Відень           |                      | 2000                 | 6x62              | 372              | 111,2             | 2,85             | 80                       | 260                    | 1187                     | контактна рейка     | DC 750V               |
| Метрополітен Шанхая      | 2                    | 2000                 | 4M2Tx24           | 144              | 140               | 3,0              | 80                       |                        | 1860                     | пантограф           | DC 1500V              |
| Тайпей MRT               | Tucheng              | 2003                 | 2M1Tx2x6          | 36               | 141               | 3,2              | 80                       | 396                    | 1914                     | контактна рейка     | DC 750V               |
| Метро Мельбурна          |                      | 2003                 | 3x72              | 216              | 71,9              | 2,948            | 130                      | 264                    | 522                      | пантограф           | DC 1500V              |
| MRT, Бангкок             | Синя                 | 2004                 | 2M1Tx19           | 57               | 61,5              | 3,12             | 80                       | 126                    | 1139                     | контактна рейка     | DC 750V               |
| Метрополітен Шанхая      | 4                    | 2005                 | 4M2Tx28           | 168              | 140               | 3,0              | 80                       |                        | 1860                     | пантограф           | DC 1500V              |
| Метрополітен Осло        |                      | 2007                 | 3Mx115            | 345              | 54,34             | 3,160            | 70                       | 124                    | 678                      | контактна рейка     | DC 750V               |
| Метрополітен Нюрнберга   | 2                    | 2008                 | 2Mx32             | 64               | 38,36             | 2,9              | 80                       | 82                     | 320                      | контактна рейка     | DC 750V               |
| Метрополітен Нюрнберга   | 3                    | 2008                 | 2Mx14             | 28               | 38,36             | 2,9              | 80                       | 72                     | 288                      | контактна рейка     | DC 750V               |
| Гаосюнський метрополітен | Червона, помаранчева | 2008                 | 2M1Tx42           | 126              | 64,45             | 3,15             | 80                       | 126                    | 876                      | контактна рейка     | DC 750V               |

Усі поїзди виготовлені для європейської колії – 1435 мм.

### Метрополітен Гуанчжоу
Першими поїздами, виготовленими на новій платформі стали поїзди для метрополітену Гуанчжоу, Китай, що відкрився в 1997 році. Однак вони були виготовлені на виробничих потужностях компанії Adtranz. 

«Siemens» постачав колісні візки, частину електрообладнання та діагностичні системи.

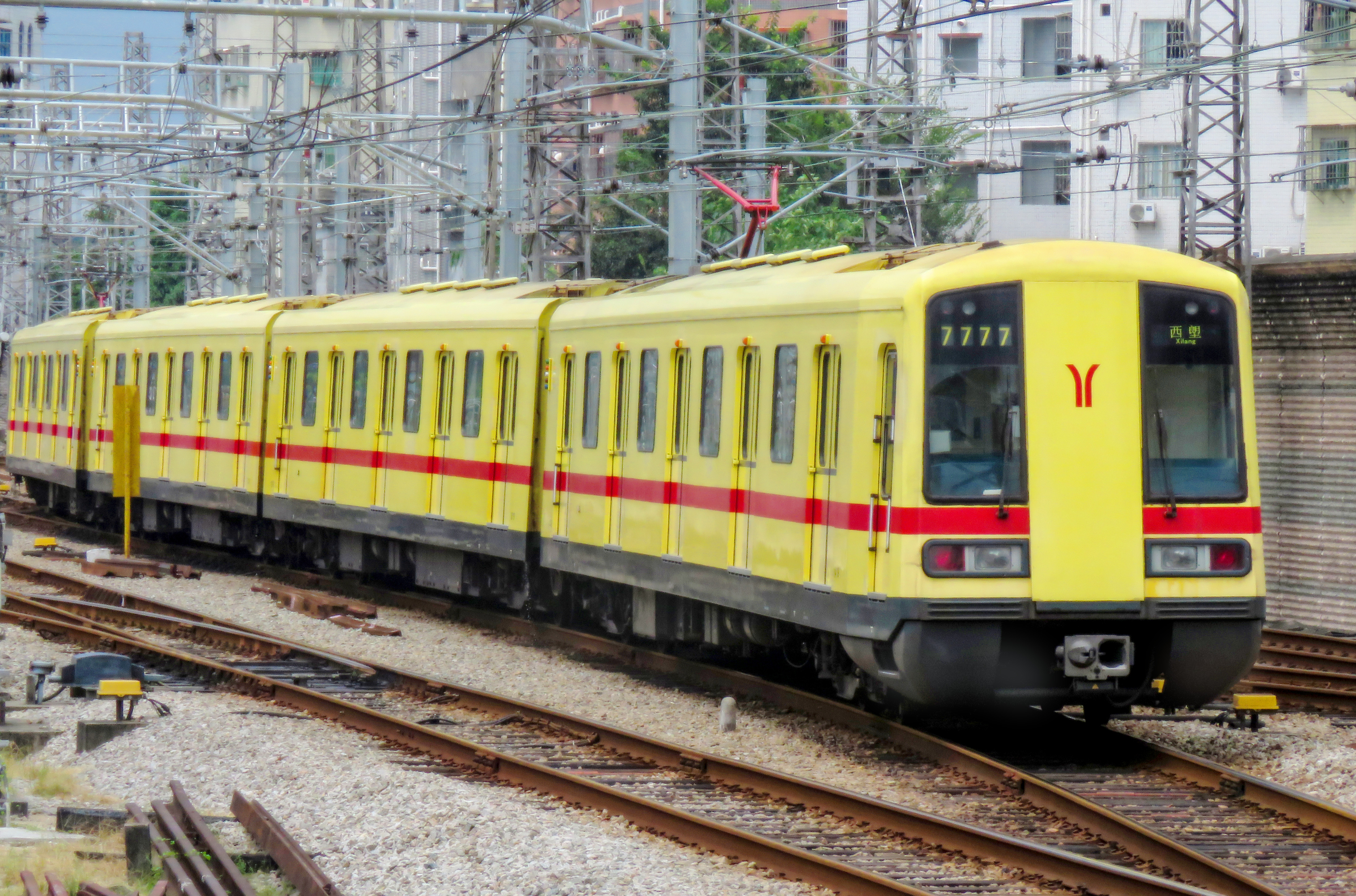

#### Бангкок BTS
В 1999 році компанія «Siemens» як один з членів консорціуму реалізувала проект надземного метрополітену, як рухомий склад було привезено 35 складів «Bangkok Skytrain EMU-A» з нержавіючої сталі. Маса складу – 102,5 тонни.
 
В 2010 році було додатково замовлено ще 35 вагонів, щоб перетворити склади на чотиривагонні

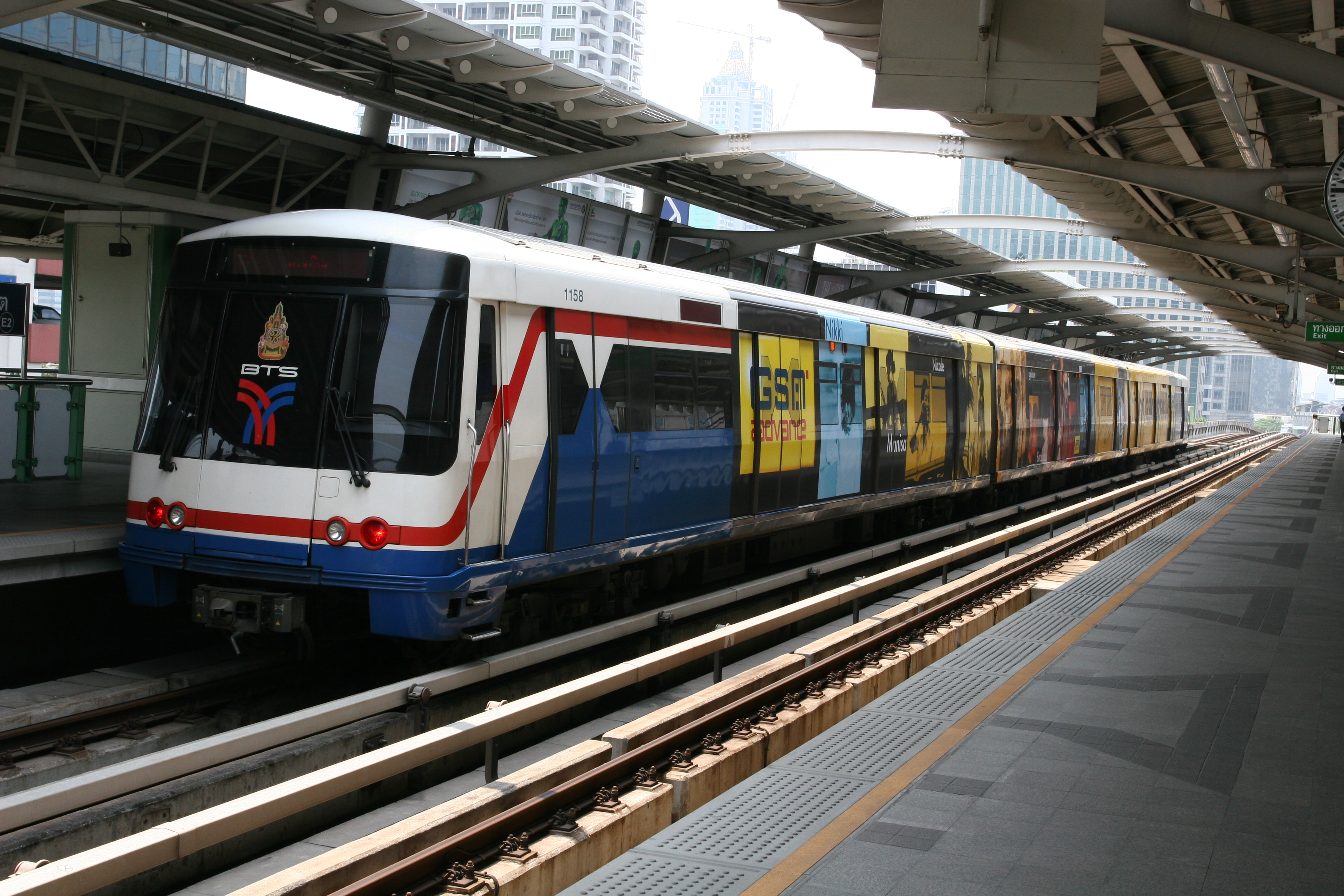

#### Бангкок MRT
Склади для цього проекту були виготовлені у кількості 19 тривагонних поїздів «EMU-IBL» у період з лютого 2002 по липень 2004 року. 
Зважаючи на жорсткі рамки за термінами реалізації проекту, перший поїзд для випробувань бал доставлений для випробувань у Бангкок літаком. 
Поїзди обладнані посиленими кондиціонерами для роботи зі спекотним вологим кліматом. 
Ширина дверей становить 140 см, у поїздах передбачено можливість евакуації через кабіну машиніста. 

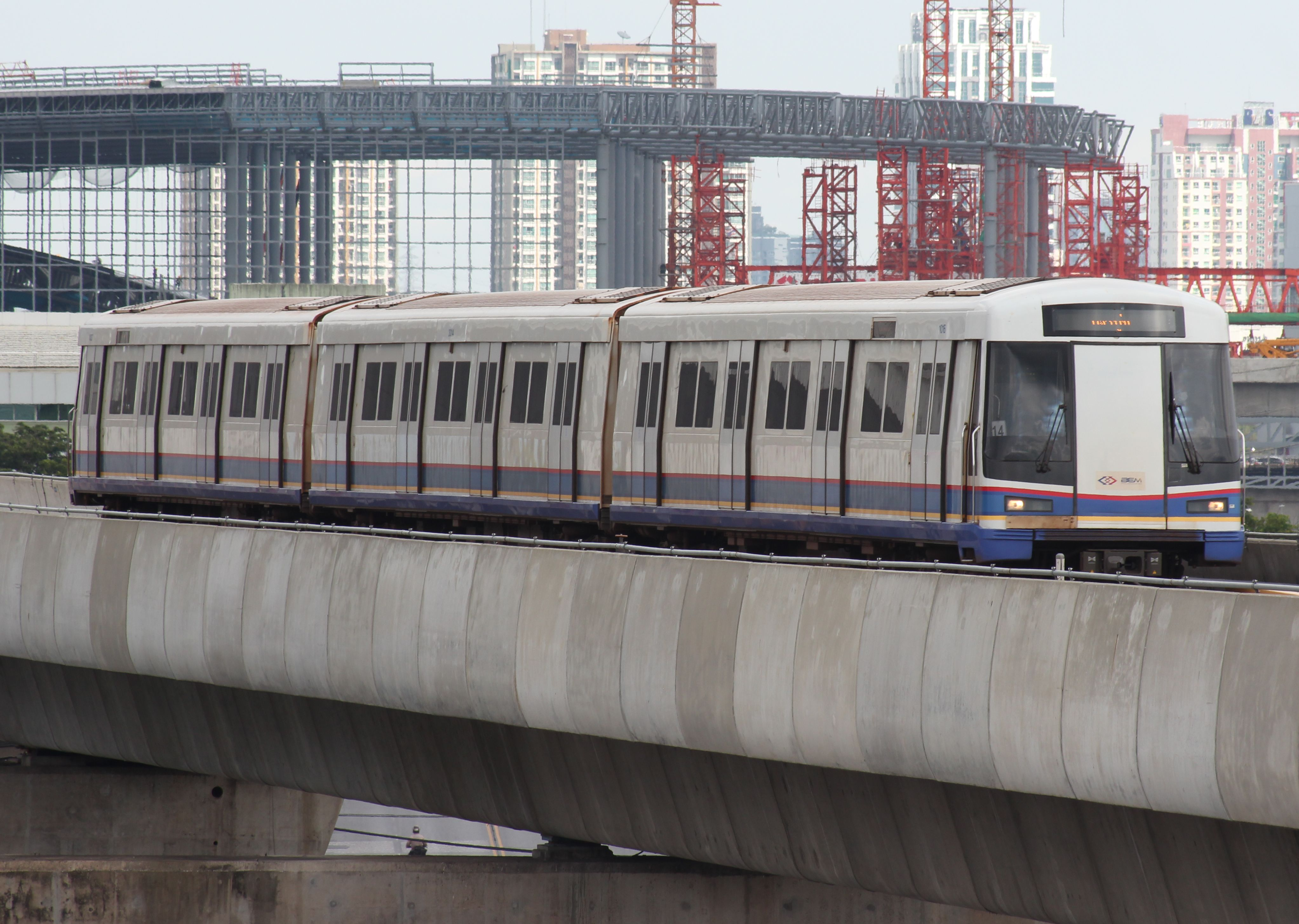

#### Метрополітен Осло
Особливістю поїздів для Осло є акцент на екологічність. 84,7 % матеріалів вагонів придатні для переробки та вторинного використання. 
Рівень шуму за максимальної швидкості зовні вагона становить 76дБ, усередині вагона - 64дБ. 
Також унікальність цих складів у тому, що всі три вагони є моторними, що нетипово для серії

Потяги отримали назву "MX3000". 
Усього було здійснено постачання 115 складів адаптованих для експлуатації за низьких температур у період з 2005 по 2014 роки. 
Можливе використання здвоєних складів. 
Поїзди виготовлені у Відні на заводі «Siemens».

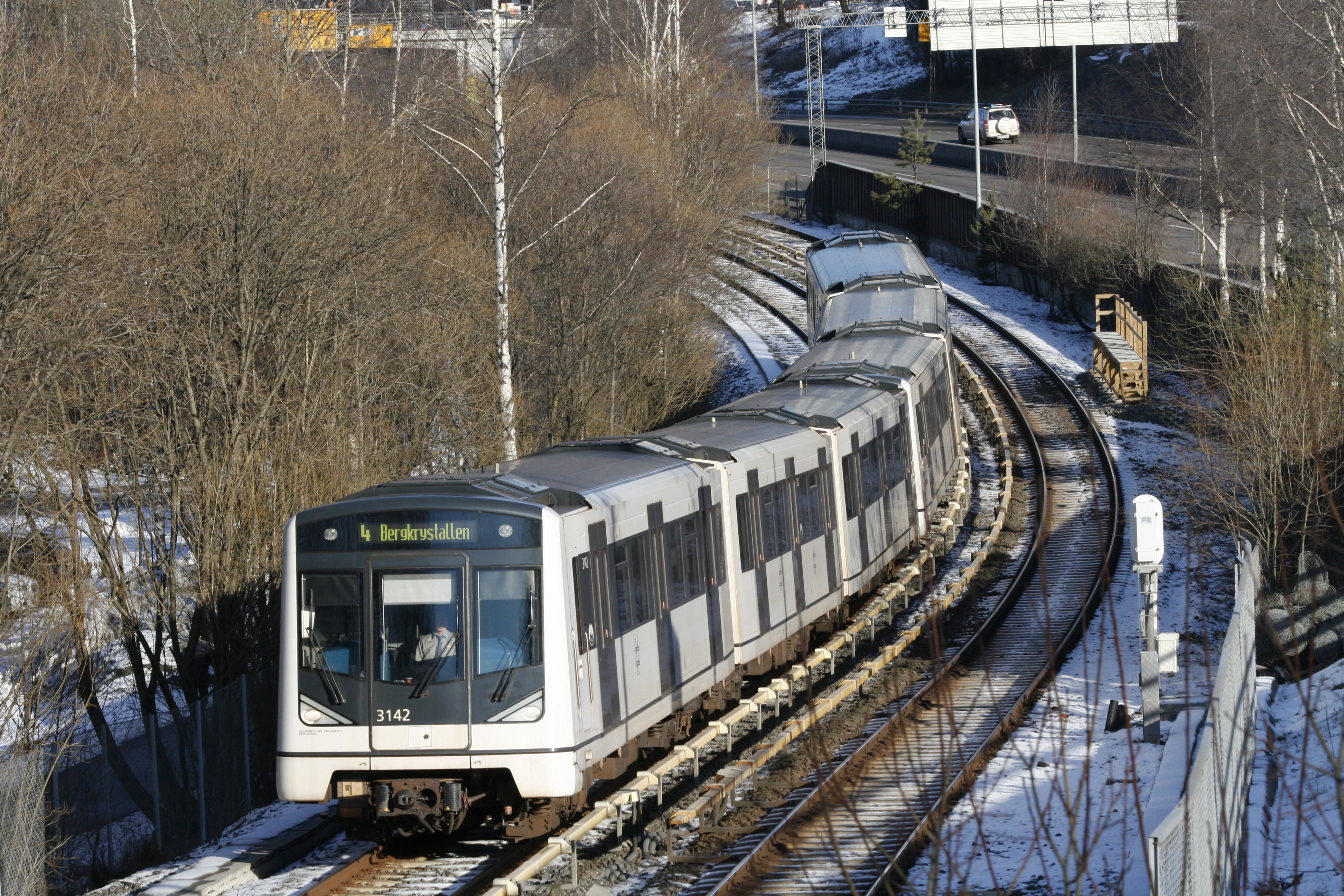

##### Метрополітен Відня
Найбільше замовлення поїздів на даній платформі було виконано для метрополітену Відня в період з 2000 до 2017 року. 
Було вироблено 62 шестивагонні склади «V-train» 

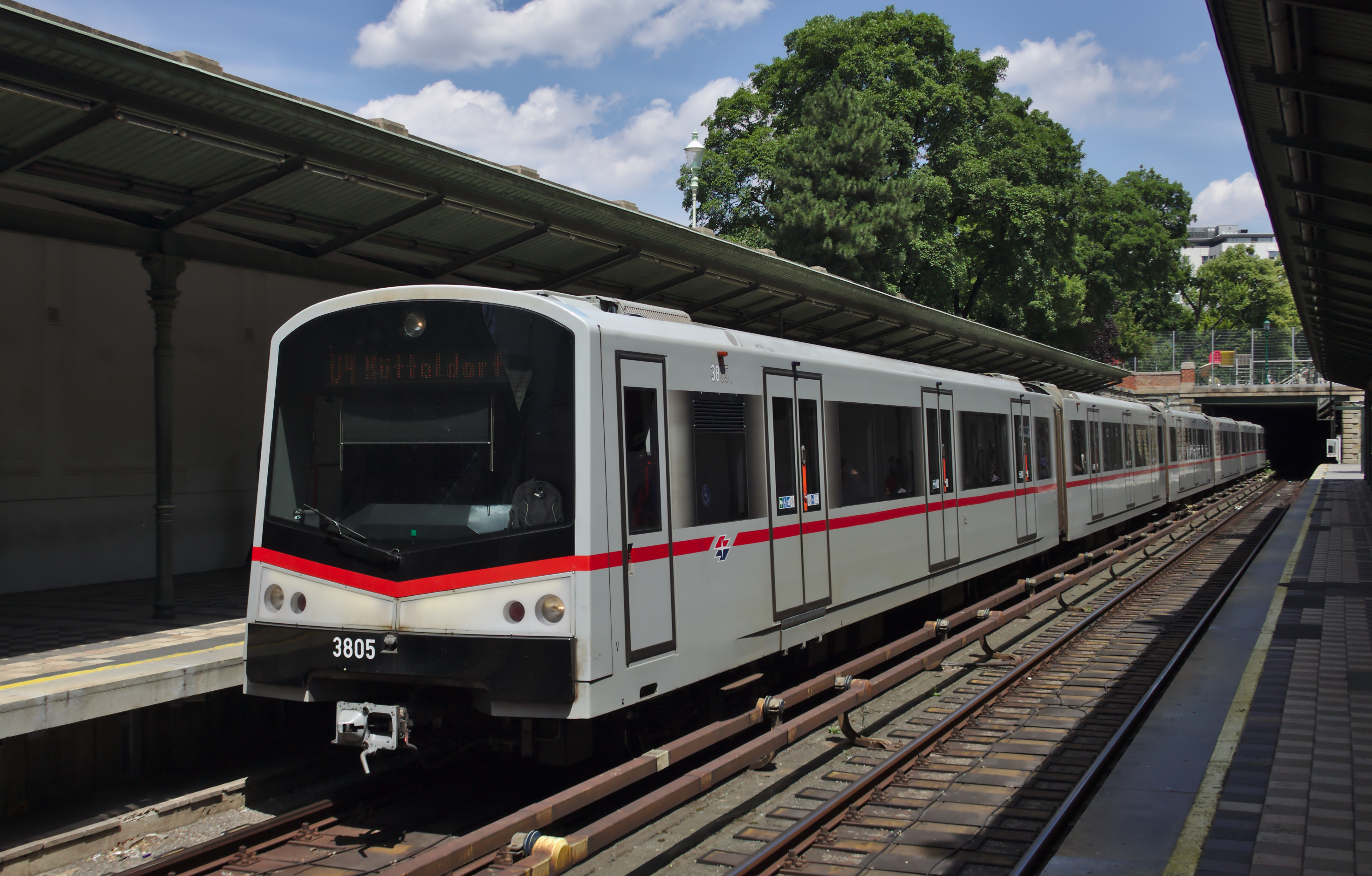

#### Метрополітен Мельбурна
В 2002 — 2005 рр для метрополітену Мельбурна було поставлено 72 тривагонні склади Siemens Nexas (62 за основним контрактом і 10 за додатковим, на суму 52,5 млн австралійських доларів), які допускають стикування у шестивагонну конфігурацію

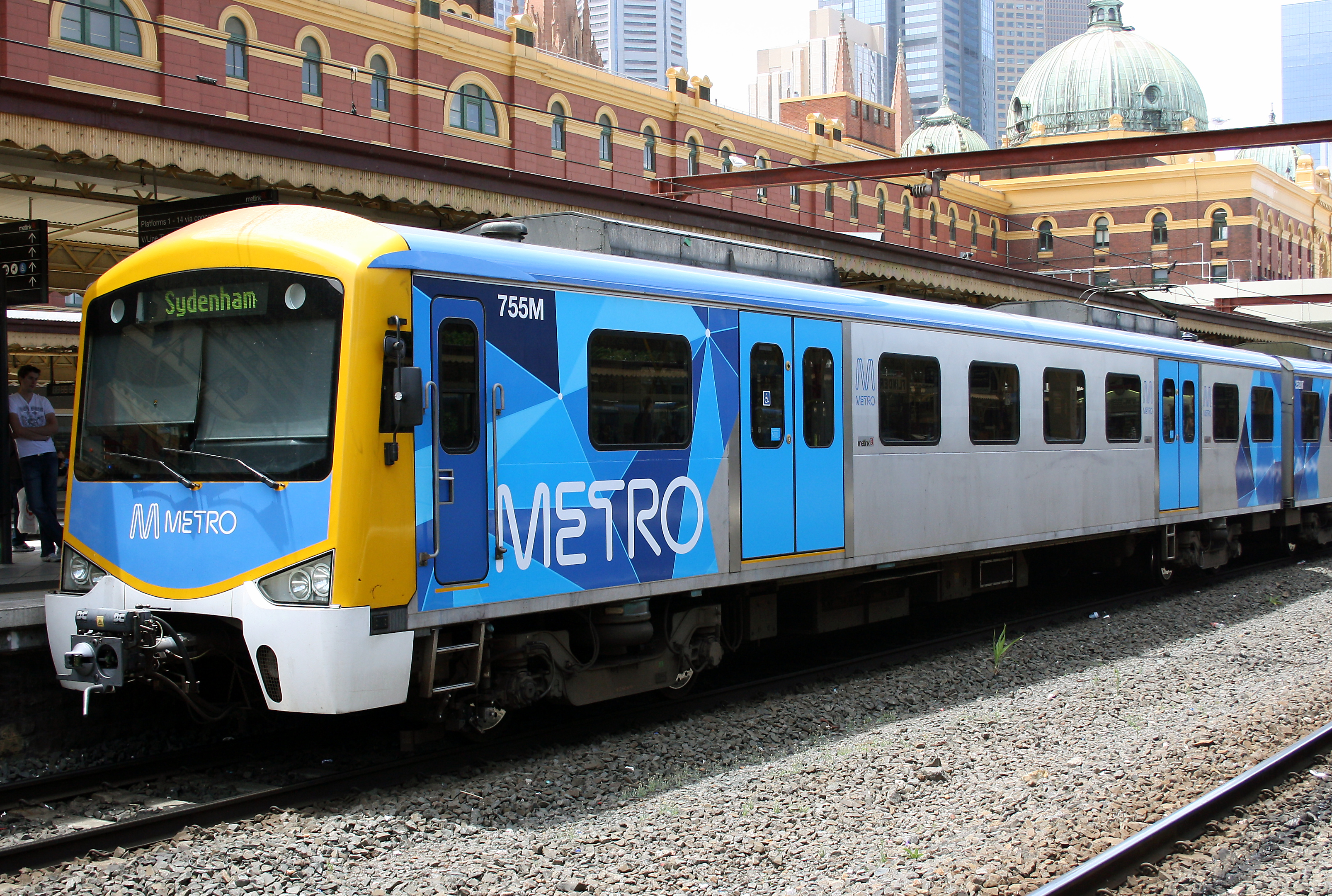

#### Метрополітен Тайбея
Поїзди для метрополітену Тайбея виробляли на заводі «Simmering-Graz-Pauker AG» двома серіями, що незначно відрізняються: C321 (36 складів в 1998—1999 роках) і C341 (6 складів в 2003 році).

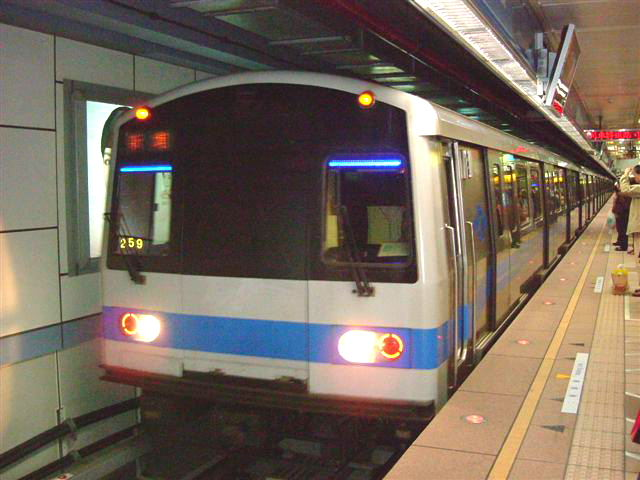
С321

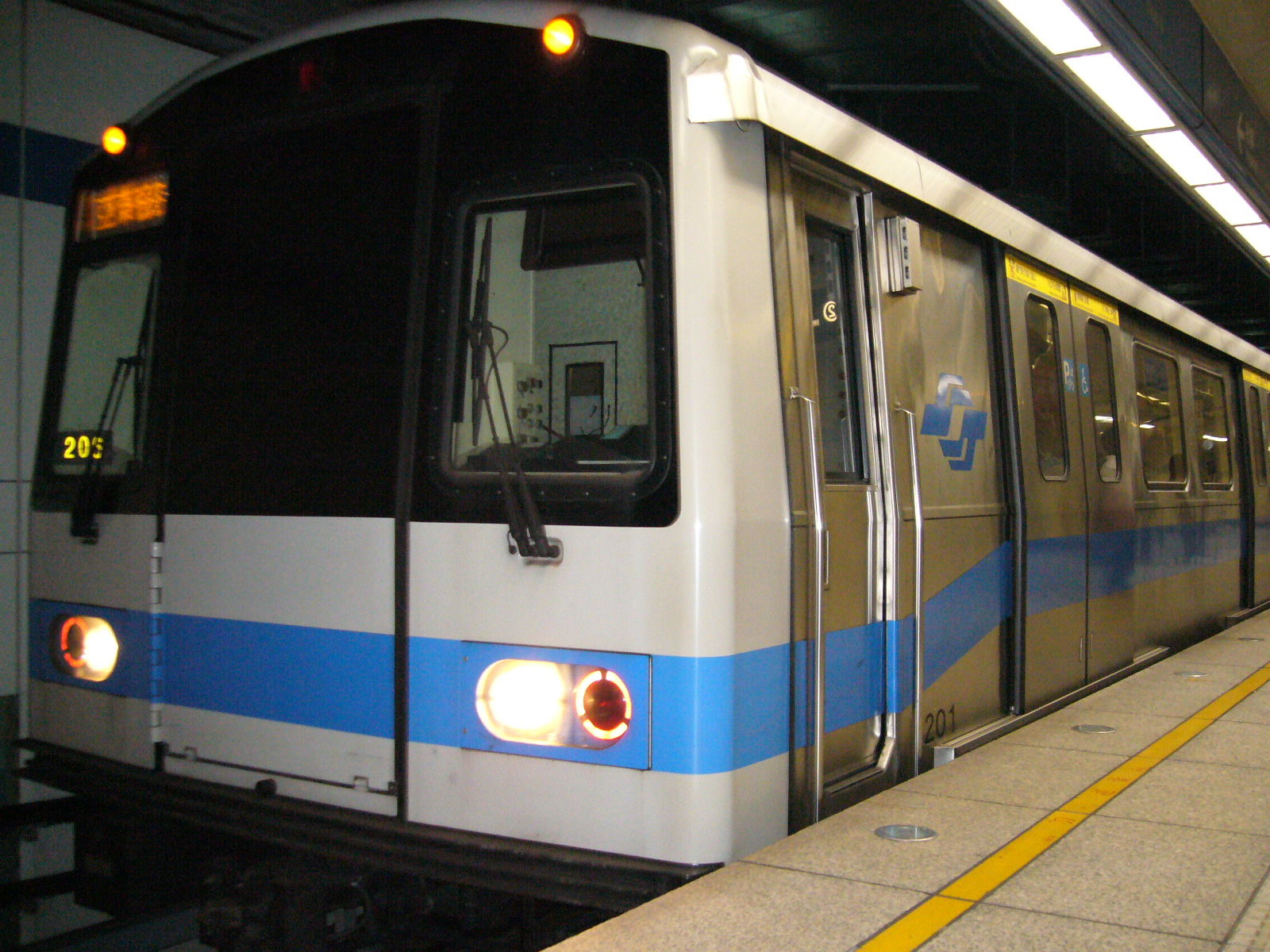
С341